# آلیسون جکسون (دوچرخه‌سوار)
آلیسون جکسون (انگلیسی: Alison Jackson؛ زادهٔ ۱۴ دسامبر ۱۹۸۸) دوچرخه‌سوار اهل کانادا است.